# 리틀록 9인

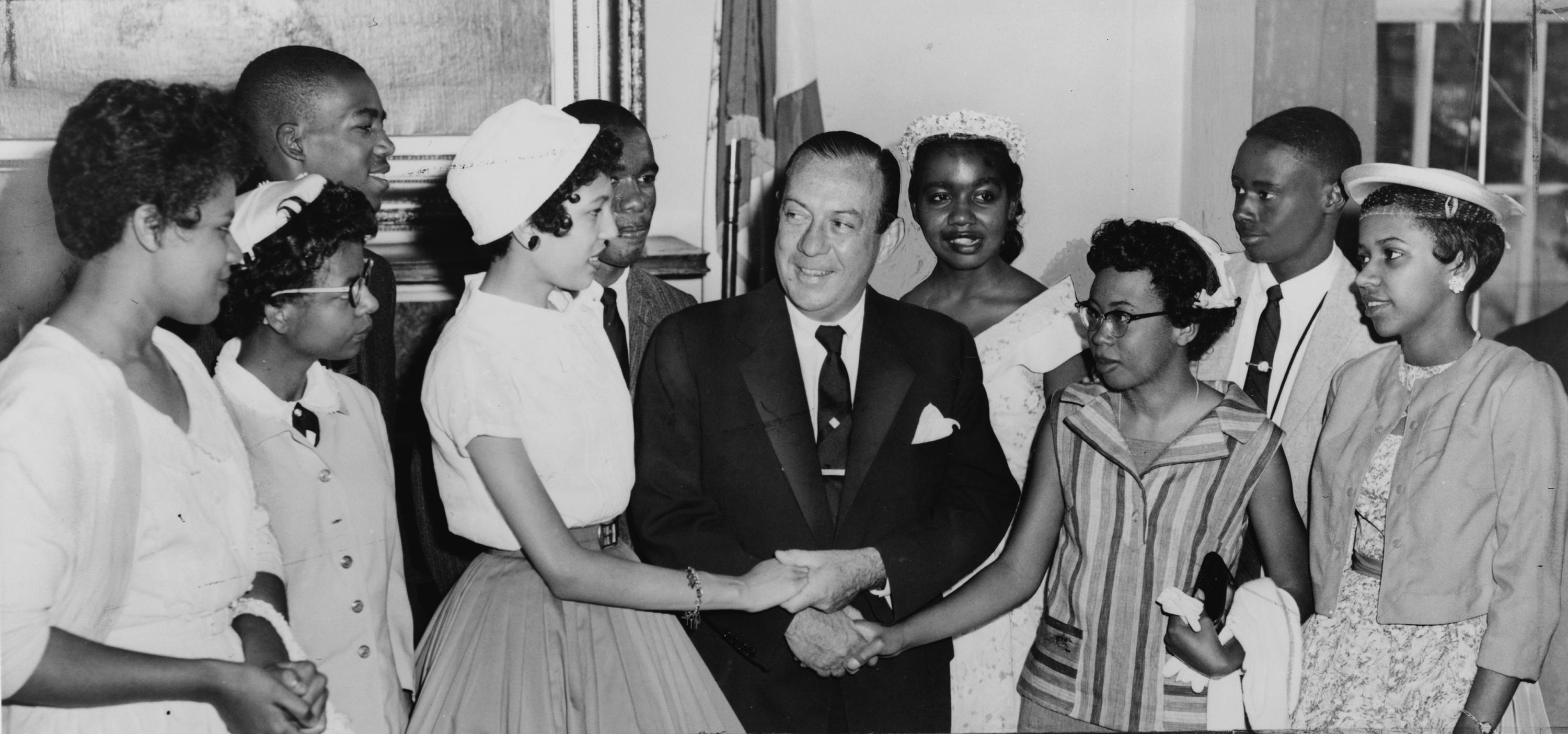

리틀록 9인(Little Rock Nine)은 1957년 9월 미국 아칸소주의 주도 리틀록의 공립학교인 센트럴 고등학교에 등교하기 시작한 아홉 명의 흑인 학생 어니스트 그린(Ernest Green, 1941년~), 엘리자베스 엑포드(Elizabeth Eckford, 1941년~), 제퍼슨 토머스(Jefferson Thomas, 1942년-2010년), 테렌스 로버츠(Terrence Roberts, 1941년~), 카로타 월스 라니어(Carlotta Walls LaNier, 1942년~), 미니진 브라운(Minnijean Brown, 1941년~), 글로리아 레이 칼마크(Gloria Ray Karlmark, 1942년~), 텔마 마더세드(Thelma Mothershed, 1940년~)와 멜바 빌스(Melba Beals, 1941년~)를 일컫는 말이다.
이 아홉 명의 흑인 학생이 관계된 사건은 '리틀록의 위기'(Little Rock Crisis)로, 인종차별 역사에 한 획을 긋는다. 1952년 전미 흑인 지위 향상 협회(NAACP)는 대법원에 인종차별로 인한 흑인과 백인의 학교분리현상에 대해 소송을 제기하였고, 1954년 미 대법원으로부터 위헌 판결을 얻어냈으며 그해 5월 17일 '브라운 대 토피카 교육위원회 재판'이 열렸다.1957년, 전미 흑인 지위 향상 협회에서 우수한 성적과 태도를 기준으로 뽑은 아홉 명의 흑인 학생들은 리틀록 센트럴 하이스쿨(Little Rock Central High School)에 등록되었다.
하지만 아홉 흑인 학생들의 첫 등교는 그리 순탄하지 못했다. 법원의 판결에도 불구하고, 이러한 방침에 반대하는 세력들은 많았다. 이 세력을 대표하는 아칸소주 주지사 오발 포버스(Orval Faubus)는 인종차별주의 단체를 지지하여 주방위군을 동원해 흑인 학생들의 등교를 막았다.
이 사건은 이슈화되어 미국 전지역에 알려졌다. 당시의 미국 대통령인 드와이트 아이젠하워는, 이 상황을 진정시키기위해 아칸소주 주지사를 소환하는 등 리틀록 사건에 대해 강력하게 대응하였다. 그는 또한 주방위군을 연방군에 편입하는 조치를 취하고, 연방육군 101공수사단을 투입하여 아홉 명의 흑인 학생들의 등하교를 철저하게 보호하려 노력한다.
결국 리틀록 9인은 백인들로부터의 온갖 무시와 고난 속에서도 일년이란 시간의 학업을 마치며 그 해에 중앙고등학교에서는 최초의 흑인 졸업생이 탄생하는데 이는 어니스트 그린이였다.
이 사건은 지금까지도 흑인 인권 운동의 대표사례로 전해지고있다.

## 시대적 배경
1863년 9월 22일 미국 대통령 에이브러햄 링컨은 각료회의에서 노예 해방 선언을 했다. 그로부터 3년 뒤, 1865년 1월 수정헌법 13조에 의해 노예제는 공식적 종말을 고하였다. 이에 이어서 흑인 남성에게 투표권을 주는 수정헌법 제15조가 발효되는 성과를 거둔다.
하지만 이에도 불구하고 백인들의 흑인에 대한 차별은 사라지지 않았다. 이의 가장 유력한 예는 바로 인종차별 의식에서 흑인들의 정치참여를 방해하고 권익을 빼앗으려는 의도에서 설립된 조직이 있었는데 이가 바로 1866년 테네시주 펄레스키에서 생겨난 비밀폭력단체인 KKK이다. 이들은 흑인들의 권리를 폭력으로 무자비하게 박탈하는 단체였으며 연방정부의 강력한 조치로 지하에 숨어들기는 하였지만 외국이민이 쏟아져 들어오던절정기인 1914년에 다시 활동을 시작한다. 이들은 흑인 문제뿐만 아니라 미국을 순수한 '백인사회'로 지키겠다는 기치를 내세웠다.
1954년 미국 연방 대법원은 공립학교의 흑백 인종분리정책을 철폐하였으며 이가 바로 그 유명한 브라운 대 토피카 교육위원회 재판이다. 그러나 이 후에도 인종차별에 대한 큰 개선은 없었으며 리틀록 9인이 이를 설명하는 명확한 예 중 하나이다.

## 중앙고등학교의 최초 흑인 졸업생 어니스트 그린
어니스트 그린은(Ernest Green, 1941년~) 1957년 아칸소주 리틀록의 백인 학생만을 받아들이는 중앙고등학교에 지원서를 냈으며 일 년이라는 시간의 인권투쟁 끝에 1958년, 그는 중앙고등학교를 졸업하며 그 학교의 최초의 흑인 졸업생이 된다. 인종차별이 대중 사이에서 자연스럽게 적용되던 그 시기에 어니스트의 졸업은 흑인의 인권과 자존심을 반영하는 사건이였다. 졸업식 날 중앙고등학교의 교장은 어니스트에게 그가 다칠거라는 소문 때문에 졸업식에 나오지 말고 집에서 학교 졸업장을 우편으로 받으면 어떻겠느냐는 재안을 하지만 어니스트는 거절했다.
졸업 후, 어니스트는 미국의 미시간 주립 대학교 학사 학위와 대학원 학위를 받았다. 1965년, 그는 남부지역의 소수민족 여성들의 경력 개발을 위해 세워진 아돌프 협회(Adolph instituet)의 건축업에 속하는 견습직을 얻었다. 1968년에서 1976년 사이에, 그는 필립 랜돌프(A. Philip Randolph)의 교육 기금단체(A. Philip Randolph Education Fund)의 책임자로 일했었다. 또한 1985년부터 시작하여 리만 브라더스에서 일을 했었다. 1981년에는 특출한 이글 스카우트 상을 받았다(Distinguished Eagle Scout Award).

## 유적지와 유산
- 리틀록 센트럴 고등학교는 현재 1957년의 사건을 기념하기 위해 미국의 국립사적지로 지정되어 있다.[10]
- 리틀록 사건을 바탕으로 두개의 텔레비전용 영화가 만들어졌는데 1981년 CBS의 '센트럴 고교에서의 위기(Crisis at Central High)'와[11] 1993년 디즈니 채널의 '어니스트 그린 이야기(The Ernest Green Story)'이다.[12]
- 1996년 '리틀록 9인' 중 일곱 명이 오프라 원프리 쇼 에 출연했다.[13]
- 2007년 미국 조폐국이 리틀록 9인을 기념하는 은 주화를 발행했는데 이는 1957년 가을 아홉 흑인 학생들의 강인함과 결단력 그리고 용기를 표창하고 찬사하기 위함이다. 동전의 정면에는 군인들과 동행하는 리틀록 9인을 묘사하는 그림과 그들을 상징하는 아홉개의 별이 있고, 뒷면에는 1957년의 리틀록 센트럴 고등학교를 묘사하는 그림이 있다.[14]
- 2008년 12월 9일, 리틀록 9인은 미국의 첫 흑인 대통령인 버락 오바마 대통령의 취임식에 초청되어 자리를 빛냈다[15]
- 2010년 2월 9일, 마케트 대학교(Marquette University)는 리틀록 9인에게 마르케트 대학 최고 영예상인 '마케트 발견상(Pere Marquette Discovery Award)'을 수여 했다. 이 상은 사회선교 활동가이자 가톨릭 수도자인 테레사 수녀, 남아프리카 성공회 성직자이자 인권운동가인 데스몬드 투투 대주교, 가톨릭 신학자인 카를 라너와 아폴로 11호 비행사들에게 수여된 적이 있다.[16]

## 같이 보기
- 흑인인권운동
- (영어)전미유색인종협회(NAACP)
- (영어)오발 포버스(Orval Faubus)인터뷰
- '리틀록의위기'에관한문서,아이젠하워대통령도서관[깨진 링크(과거 내용 찾기)]